# ثيودور كارل هرتزوغ
ثيودور كارل هرتزوغ (1880-1961) (بالإنجليزية: Theodor Karl Julius Herzog)‏ هو عالم نبات ألماني.